# Ainur
Ainur (singulár Ainu) jsou druhem duchovních božských bytostí z Tolkienových knih o Středozemi. Příběh praví, že je stvořil Eru Ilúvatar. Ti, kteří sestoupili do Ardy, se dělí podle velikosti moci, na bohy Valar a božské služebníky Maiar.

## Ainulindalë
Zpěv Ainulindalë v knize Silmarillion vypráví o Hudbě Ainur před trůnem Eru Ilúvatara, stvořitele. Po jejím skončení Eru ukázal Ainur jejich Hudbu ve viditelné podobě – vznik světa, jeho utváření a jeho dějiny: zrod elfů (Prvorozených) a lidí (Druhorozených). Protože někteří z Ainur si tento zjevený svět zamilovali, vyslal Eru do Prázdna Nehynoucí Plamen a dříve zjevený svět na samém počátku Hudby se stal skutečností.
Mnozí z Ainur sestoupili do tohoto světa a začali jej utvářet podle toho, co si zapamatovali z Hudby a z jejího zviditelnění, jež jim Eru ukázal, žádný si však nepamatoval celou Hudbu, a tím ani celou podobu světa od počátku až do konce. Říká se, že především lidé, kteří tvořili třetí téma Hudby, nebyli z větší části obsaženi ve vizi Ainur, a utvářejí si tedy svůj osud nad rámec Hudby.
Mezi těmi Ainur, kteří sestoupili do Ardy a začali uskutečňovat vidění Hudby, byli někteří z nejmocnějších mezi Ainur – ti jsou nazýváni Valar – Páni Osudů Ardy. Menší duchové, kteří sestoupili do Ardy zároveň s nimi nebo později, jsou nazýváni Maiar.

## Popis
V Hudbě Ainur je jasně patrný vliv křesťanství: Ilúvatar je Bůh stvořitel a Ainur odpovídají andělům. Dokonce i Melkorův pád připomíná pád archanděla Lucifera. Ainur jsou čistě duchovní bytosti, jen ti, kteří vstoupili do Ardy a jejich moc byla uzavřena do světa, na sebe vzali podobu a barvu. Ainur nicméně mají pohlaví, dělí se na muže a ženy, a podoba, kterou na sebe berou, to jen zvýrazňuje.
Protože byli do světa přitaženi láskou k Ilúvatarovým dětem, většinou na sebe berou podobu, která je připomíná, až na majestát a nádheru.
Ve zbytku Tolkienovy mytologie připomínají Valar a Maiar spíše bohy, titány a démony polyteistických náboženství, božstva z Olympu a Asgardu. Původně byla tato povaha ještě zřejmější. V Knize ztracených pověstí jsou Valar nazýváni bohy a na přímý dotaz námořníka Eriola: „Jsou to bohové?“ mu elf Lindo odpovídá, že ano. Jsou ovládáni emocemi, jejich činy jsou někdy neuvážené a dělají bezprostřední chyby. Když se například zástupci elfů přijdou poradit o Melkových (v Silmarillionu Melkor) lžích, Manwë neprošetří řádně události a potrestá obě strany, později lid Valar v hněvu zabíjí Melkova posla. V Silmarillionu Tolkien tento koncept opustil, zde se jen praví, že lidé je často nazývali bohy, a řada příběhů byla změněna, aby činy Valar lépe odpovídaly jejich vznešenosti. Určitá podobnost s pohanskými bohy ale stále zůstává. Valar i Maiar bojují nejen kouzly, ale i fyzickými zbraněmi, a ačkoliv jsou nesmrtelní a mohou chodit „neoděni“ tělem, zranění či smrt těla pro ně není nic příjemného. Maiar mohou v takovém případě tak zeslábnout, že už nejsou schopni vytvořit si novou podobu (v případě Saurona i Sarumana šlo kromě ztráty těla i o oslabeni jiným způsobem).
Maia Melian má s Elu Thingolem, vůdcem Sindar, dceru Lúthien, což je naprosto výjimečné, v Silmarillionu jde o jediný takový případ. V jeho raných verzích, Knize ztracených pověstí, však měli děti i Ainur mezi sebou. Dívka Nielíqui tam byla dcerou Oromëho a Vány, Melko měl s Ulbandi syna Kosomota (pozdější Gothmog, Pán balrogů),
Oromë a Nessa byli dětmi Aulëho a Palúrien (Yavanny),
potomky Manwëho a Vardy měly být Fionwë-Úrion (pozdější Eönwë, Manwëho herold) a Erinti (pozdější Ilmarë, služebnice Vardy).
V dalších verzích však byla idea „dětí Valar“ opuštěna.